# Арнульф Шампанский
Арнульф (лат. Arnulfus; ум. после 723) — герцог Шампани в 708—723 годы.

## Биография
Сын герцога Дрогона Шампанского, старший из внуков Пипина Геристальского. Брат Гуго Руанского, аббата Сен-Дени и епископа Парижа и Руана.
Впервые упоминается в хартии 715/716 о дарении аббатству Эхтернах владений в Боллендорфе. Несмотря на старшинство, в 714 был отстранен от наследования должности майордома Пипином, завещавшим власть его двоюродному брату Теодоальду. Об участии Арнульфа в гражданской войне 715—721 годов ничего не известно, но вскоре после её окончания представители старшей линии Пипинидов стали жертвами политики Карла Мартелла по укреплению личной власти. В 723 Арнульф и его брат Годфред были схвачены по обвинению в заговоре, и брошены в тюрьму, где и умерли.
Возможно, оставил потомство. В одной из булл папа Лев IX (Бруно, граф фон Эгисхейм-Дагсбург) называет Арнульфа своим предком.